# بليمكاست!
بليمكاست! (بالإنجليزية: bleemcast!) هو محاكٍ لنظام البلي‌ستيشن يعمل على دريم كاست، المحاكي متاح تحت ترخيص تجاري.
آخر إصدار هو 1.0 بيتا وقد صدر بتاريخ 01 نوفمبر 2001.